# گمینا ویلیچکا
گمینا ویلیچکا (به لهستانی:  Gmina Wieliczka) یک گمینا در لهستان است که در شهرستان ویلیچکا واقع شده‌است. گمینا ویلیچکا ۱۰۰٫۱ کیلومتر مربع مساحت و ۴۸٬۲۵۴ نفر جمعیت دارد.

## خواهرخوانده
شهر برگکامن خواهرخواندهٔ گمینا ویلیچکا هست.